# ¡Muy Divertido!
¡Muy Divertido! (Very Entertaining!) je studiové album amerického hudebníka Marca Ribota, nahrané za doprovodu uskupení Los cubanos postizos („Falešní Kubánci“) a vydané v roce 2000 společností Atlantic Records. Produkoval jej J. D. Foster, který s Ribotem spolupracoval na řadě dalších alb, včetně první desky nahrané za doprovodu Los cubanos postizos, The Prosthetic Cubans (1998). První album bylo věnováno kubánskému hudebníkovi Arseniu Rodríguezovi, který je i zde čtyřmi skladbami zastoupen. Členy skupiny byli na tomto albu kromě Ribota (kytary) také Anthony Coleman (klávesy), Brad Jones (basa), E. J. Rodriguez (perkuse) a Roberto Rodriguez (bicí), dále na album přispěli mj. varhaník Steve Nieve a zpěvačka Eszter Balint. Los cubanos postizos v pozdějších letech občasně vystupovali, ale další alba již nevydali.

## Seznam skladeb
| Pořadí         | Název                     | Autor                 | Délka |
| -------------- | ------------------------- | --------------------- | ----- |
| 1.             | Dame un cachito pa' huele | Arsenio Rodríguez     | 3:15  |
| 2.             | Las lomas de New Jersey   | Marc Ribot            | 4:36  |
| 3.             | El gaucho rojo            | Marc Ribot            | 5:55  |
| 4.             | Obsesión                  | Pedro Flores          | 4:19  |
| 5.             | El divorcio               | Arsenio Rodríguez     | 3:44  |
| 6.             | Se formó el bochinche     | Arsenio Rodríguez     | 4:29  |
| 7.             | Baile baile baile         | Marc Ribot            | 4:04  |
| 8.             | No puedo frenar           | Pedro Flores          | 4:30  |
| 9.             | Jaguey                    | Arsenio Rodríguez     | 4:32  |
| 10.            | Carmela dame la llave     | Ángel Luis Torruellas | 3:14  |
| Celková délka: | Celková délka:            | Celková délka:        | 42:37 |

## Obsazení

### Los cubanos postizos
- Marc Ribot – kytary, zpěv
- Anthony Coleman – klávesy
- Brad Jones – basa, dvanáctistrunná kytara (4)
- E. J. Rodriguez – konga, perkuse, zpěv (6)
- Roberto Rodriguez – bicí, timbales, tympány, perkuse

### Ostatní hudebníci
- Marcus Rojas – tuba (4)
- Steve Nieve – varhany (1)
- Riley Osborne – varhany (8, 10)
- J. D. Foster – basa (7)
- Andy Taub – klávesy (4)
- Frankie Vasquez – zpěv (1), perkuse (1, 6, 10), doprovodné vokály (6, 10)
- Eszter Balint – zpěv (1), doprovodné vokály (6, 7)